# Tir als Jocs Olímpics d'estiu de 1912 - Carrabina, 50 metres
La competició de carrabina, 50 metres va ser una de les divuit proves de programa de Tir dels Jocs Olímpics d'Estocolm de 1912. Es disputà el 4 de juliol de 1912 i hi van prendre part 41 tiradors procedents de 9 nacions.

## Medallistes
| Or                   | Plata               | Bronze            |
| Frederick Hird (USA) | William Milne (GBR) | Harold Burt (GBR) |

## Resultats
| Pos.   | Atleta                  | Tirador      | Punts |
| ------ | ----------------------- | ------------ | ----- |
| Or     | Fred Hird               | Estats Units | 194   |
| Plata  | William Milne           | Regne Unit   | 193   |
| Bronze | Harry Burt              | Regne Unit   | 192   |
| 4      | Edward Lessimore        | Regne Unit   | 192   |
| 5      | Francis Kemp            | Regne Unit   | 190   |
| 6      | Bob Murray              | Regne Unit   | 190   |
| 7      | Bill Leushner           | Estats Units | 189   |
| 8      | Erik Boström            | Suècia       | 189   |
| 9      | Hübner von Holst        | Suècia       | 189   |
| 10     | William Pimm            | Regne Unit   | 189   |
| 11     | Axel Wahlstedt          | Suècia       | 187   |
| 12     | Warren Sprout           | Estats Units | 187   |
| 13     | Carl Osburn             | Estats Units | 187   |
| 14     | Joseph Pepe             | Regne Unit   | 187   |
| 15     | Fredrik Nyström         | Suècia       | 187   |
| 16     | Arthur Nordenswan       | Suècia       | 186   |
| 17     | Eric Carlberg           | Suècia       | 186   |
| 18     | Neil McDonnell          | Estats Units | 186   |
| 19     | Ruben Örtegren          | Suècia       | 186   |
| 20     | Ernst Johansson         | Suècia       | 185   |
| 21     | Vilhelm Carlberg        | Suècia       | 185   |
| 22     | Robert Löfman           | Suècia       | 185   |
| 23     | Ed Anderson             | Estats Units | 185   |
| 24     | David Griffiths         | Regne Unit   | 184   |
| 25     | Nikolaos Levidis        | Grècia       | 181   |
| 26     | Frants Nielsen          | Dinamarca    | 180   |
| 27     | William Styles          | Regne Unit   | 179   |
| 28     | Erik Odelberg           | Suècia       | 179   |
| 29     | László Hauler           | Hongria      | 178   |
| 30     | Arne Sunde              | Noruega      | 176   |
| 31     | Sándor Török de Szendrő | Hongria      | 174   |
| 32     | Ioannis Theofilakis     | Grècia       | 173   |
| 33     | Aleksandr Dobrzhansky   | Rússia       | 172   |
| 34     | Frangiskos Mavrommatis  | Grècia       | 172   |
| 35     | Johs Jordell            | Noruega      | 172   |
| 36     | Vladimir Potekin        | Rússia       | 170   |
| 37     | Iakovos Theofilas       | Grècia       | 167   |
| 38     | Povl Gerlow             | Dinamarca    | 167   |
| 39     | Gideon Ericsson         | Suècia       | 157   |
| 40     | Ragnvald Maseng         | Noruega      | 156   |
| 41     | André Regaud            | França       | 125   |